# Cello

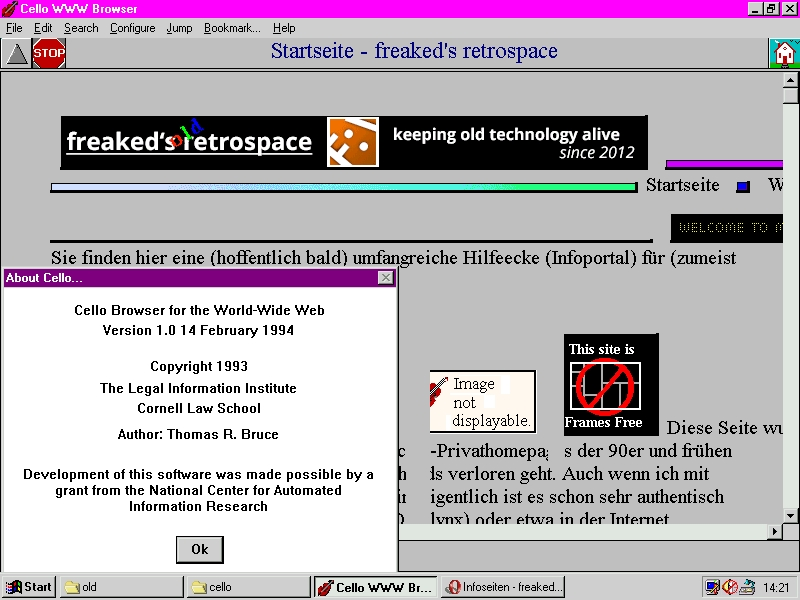
Przeglądarka Cello

Cello – jedna z pierwszych przeglądarek internetowych i klient Gophera dla Windows 3.1. Stworzył ją Thomas R. Bruce. Pierwszą wersję opublikowano 8 czerwca 1993, ostatnią (1.01a) 9 kwietnia 1994.
Cello został stworzony z myślą o prawnikach, którzy przeważnie używali systemów Microsoft Windows, a ówczesne przeglądarki były tworzone głównie dla systemu Unix.